# Дом «У Золотой двойки»
Дом «У Золотой двойки» (чеш. Dům U Zlaté dvojky) — историческое здание в центре Праги, находится в Старом городе на Малой площади, 5. Расположен рядом с домом «У Золотого рога». Охраняется как памятник культуры Чешской Республики.
Здание четырёхэтажное, первый этаж занимает арка.
Дом был построен до возведения Старого города в 13 веке и вероятно, что во второй половине 14 века он был расширен до двух этажей. Впервые он упоминается в 1400 году как дом «У Конички». Аркада, вероятно, была построена в эпоху раннего Возрождения. До 1593 года дом был значительно расширен до современных размеров, во второй половине XVII века отремонтирован. В 1790 году дом был перестроен в стиле классицизма Филипом Хегером, в 1803 году портик был замурован. В 1866 году дом снова был перестроен в стиле позднего классицизма, а в 1940 году были значительно изменён интерьер здания.
Треугольный фронтон — поздний ренессанс, также сохранились фрагменты сграффито. Подвалы (вероятно, первоначальный цокольный этаж) имеют готический крестообразный свод.